# Malarstwo marynistyczne

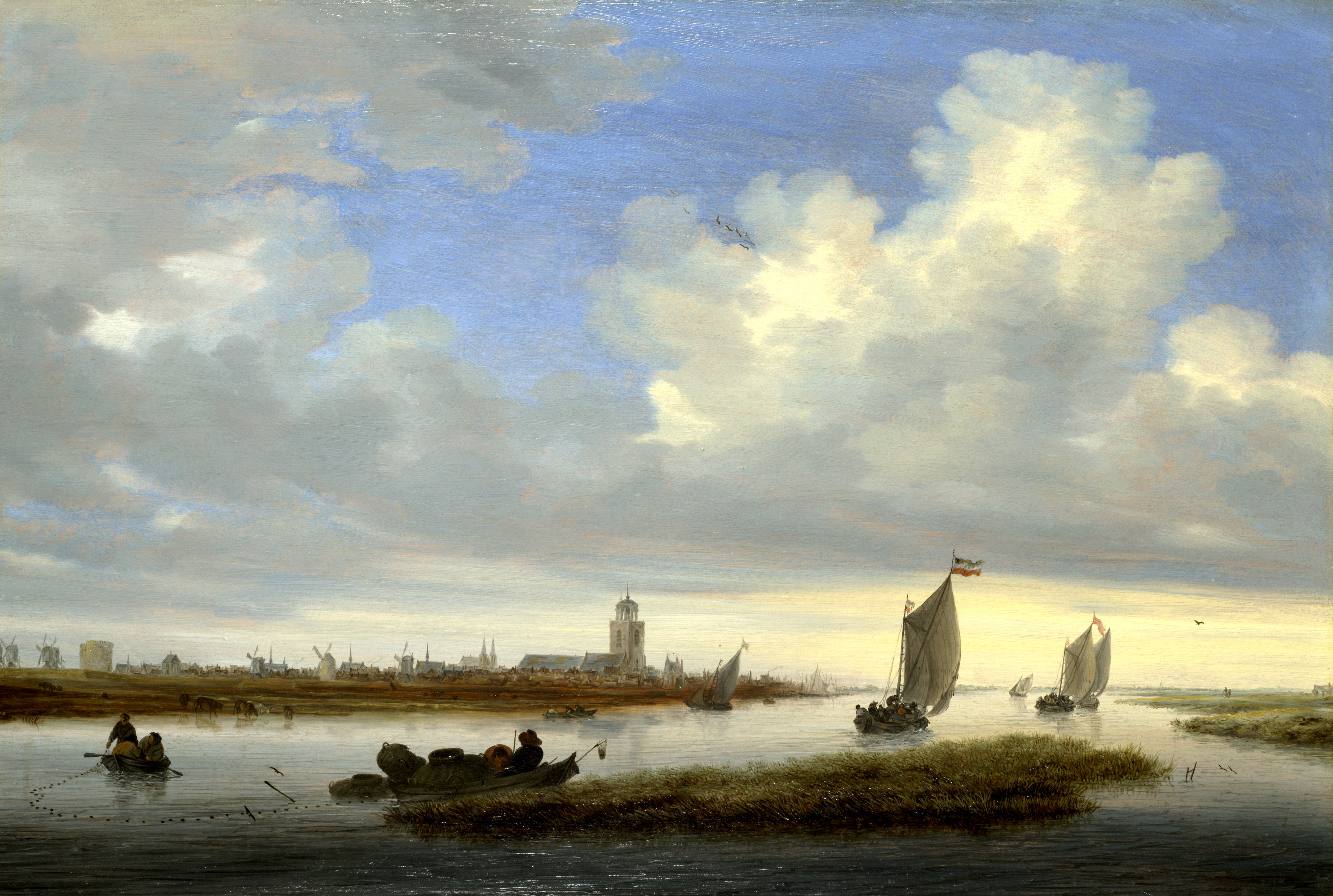
Widok na Deventer, widziany od strony północno-zachodniej (1657). Obraz Salomona van Ruisdaela w zbiorach National Gallery w Londynie

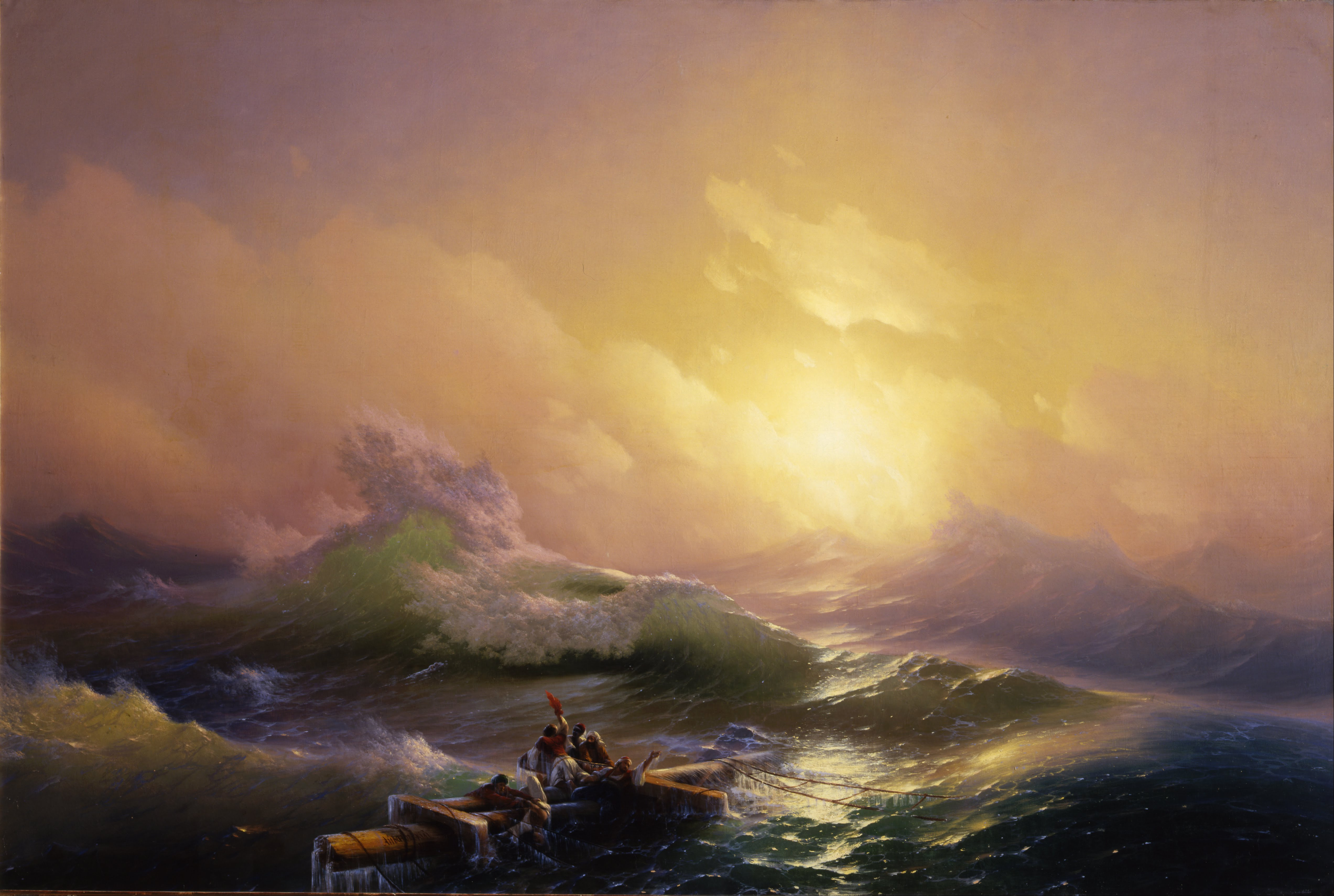
Iwan Ajwazowski: Dziewiąta fala (1850)

Malarstwo marynistyczne (zwane także marina) – rodzaj malarstwa, który przedstawia krajobraz morski z łodziami, okrętami, widok portu, wybrzeża oraz sceny batalistyczne na morzu.

## Historia

### Początki
W średniowieczu krajobraz morski pojawiał się w niektórych scenach religijnych. Później na przełomie średniowiecza i renesansu motyw taki stosował m.in. Jan van Eyck. W XVI wieku zaczęto malować panoramiczne krajobrazy morskie znane w twórczości m.in. Joachima Patinira i Pietera Bruegla (np. Pejzaż z upadkiem Ikara).

### Główny rozwój
Marynistyka rozwinęła się w XVII wieku – najsilniej w krajach związanych z morzem, o bogatych tradycjach żeglarskich takich jak Holandia (Salomon van Ruysdael), Anglia (William Turner), Francja (Claude Lorrain), Włochy (Giovanni Antonio Canal), w mniejszym stopniu w Polsce (Adam Werka, Henryk Zych) i Rosji (Iwan Ajwazowski). Na początku malowano sceny batalistyczne, lecz z czasem popularne stały się krajobrazy morskie oparte na realistycznych studiach natury.
Krajobraz morski odegrał bardzo ważną rolę w późniejszych epokach – głównie w impresjonizmie i postimpresjonizmie.